# Seznam nosilcev spominskega znaka Poveljniki pokrajinskih štabov TO 1991
Seznam nosilcev spominskega znaka Poveljniki pokrajinskih štabov TO 1991.

## Seznam
(datum podelitve - ime)
- 23. junij 1998 - Franc Karel Anderlič - Bogdan Beltram - Miha Butara - Albin Gutman - Viktor Kranjc - Janez Lesjak - Vladimir Miloševič - Vojko Štembergar - Peter Zupan